# Буянов, Александр Арсеньевич
Алекса́ндр Арсе́ньевич Буя́нов (в некоторых источниках написание отчества: Арсентьевич) (1884—1918) — самарский революционер, член самарского комитета РСДРП.

## Биография
Родился в 1884 году в Бугурусланском уезде Самарской губернии на хуторе Азиков. Его отец работал на железной дороге. Окончил железнодорожное училище, потом работал слесарем в главных железнодорожных мастерских Самара-Златоустовской железной дороги. В 1903 году вступил в социал-демократический кружок, распространял листовки, нелегальную литературу, газету «Искра». В 1904 году вступил в РСДРП. Активно участвовал в революционных событиях в 1905 года в Самаре, в профсоюзной деятельности, входил в состав первого в Самаре Совета рабочих депутатов. В 1912 году стал председателем самарского комитета РСДРП. Неоднократно подвергался преследованиям со стороны полиции, арестам. В феврале 1912 года был арестован и сослан в Нарымский край. В 1914 году вернулся из ссылки в Самару, вернулся к политической деятельности, стал редактором журнала «Заря Поволжья», входил в состав правления потребительского общества «Самопомощь». Снова был сослан в Енисейскую губернию, вернулся в Самару в 1917 году после Февральской революции. 
Занимал пост председателя самарского губернского совета профсоюзов. 

Александра Буянова за раздражительность и нетерпимость «товарищи» перемещали подальше от исполнительной власти – так он и оказался руководителем Губернского Союза профсоюза… трудно было представить человека по всем статьям не подходящего для работы с рабочим людом – на насущные проблемы трудящихся у него всегда были готовы ответы, подчерпнутые из книг Жюля Верна… — Из воспоминаний Романа Павловича Викторова
Ссылки и болезни подорвали здоровье Буянова, в 1917 году его здоровье ухудшилось: 

Председатель Губернского совета профсоюзов Александр Арсеньевич Буянов в эти тревожные дни буквально иссох – сказались годы каторги, бесконечные разъезды и бессонница… сыграл злую шутку книжный революционный фанатизм – реальные требования рабочих воспринимались им как саботаж и шкурничество… — Из воспоминаний Романа Павловича Викторова

...ещё «Буяна» отличал кромешный атеизм – именно во время стычки с рабочими, вышедшими на Пасхальный Крестный Ход в мае 1918 года, он получил «травмы не совместимые с жизнью»… нервные, чахоточные и лихорадные болезни, полученные на каторге, довершили фатальный исход. — Из воспоминаний Романа Павловича Викторова
Умер 18 мая 1918 году от туберкулёза.

## Память
- 27 апреля 1934 года улица Сенная в Самаре переименована в улицу Буянова.
- В 1979 году железнодорожный техникум (бывшее техническое железнодорожное училище, где учился Буянов) в честь своего 100-летия получил имя А. А. Буянова[2]. На здании установлена мемориальная доска[3].